# Phil Rind
Phil Rind (22 de agosto de 1969) es un cantante y bajista estadounidense, reconocido por liderar la agrupación de thrash metal Sacred Reich. Además tocó el bajo en la banda Flotsam and Jetsam en 1986, antes de formar Sacred Reich.

## Discografía

### Sacred Reich
- 1986	Draining You of Life (Demo)
- 1987	Ignorance
- 1988	War Pigs (promo) (Single)
- 1988	Surf Nicaragua (EP)
- 1989	The American Way demos (Demo)
- 1989	Crash and Burn (Split)
- 1989	Alive at the Dynamo (EP)
- 1990	The American Way (Single)
- 1990	Uncensored (Single)
- 1990	31 Flavors (Single)
- 1990	The American Way
- 1991	A Question (Single)
- 1993	Crawling (Single)
- 1993	Open Book / The Big Picture (Single)
- 1993	Independent (Single)
- 1993	Independent
- 1996	Heal
- 1997	Still Ignorant (1987-1997) (Directo)
- 2012	Live at Wacken (Video)